# Прокопии
Прокопии (на латински: Procopii, Procopius, Procopia) са фамилия от Древен Рим.
С това име са:
- Прокопий (узурпатор) (325 – 366), римски военачалник и узурпатор – император
- Прокопий Антемий (420 – 472), западноримски император
  - Маркиан († сл. 484), узурпатор, син на император Антемий
  - Прокопий Антемий (консул 515 г.), син на император Антемий
- Прокопий от Газа (465 – 528), християнски оратор [3]
- Прокопий Кесарийски (500 – 565), източноримски историк и писател
- Прокопия (9 век), дъщеря на Никифор I и съпруга на Михаил I Рангаве